# Gamlitz
Gamlitz é um município da Áustria, situado no distrito de Leibnitz, na estado da Estíria. Tem 36,88 km² de área e sua população em 2019 foi estimada em 3.207 habitantes.